# Vệ tinh hành tinh vi hình

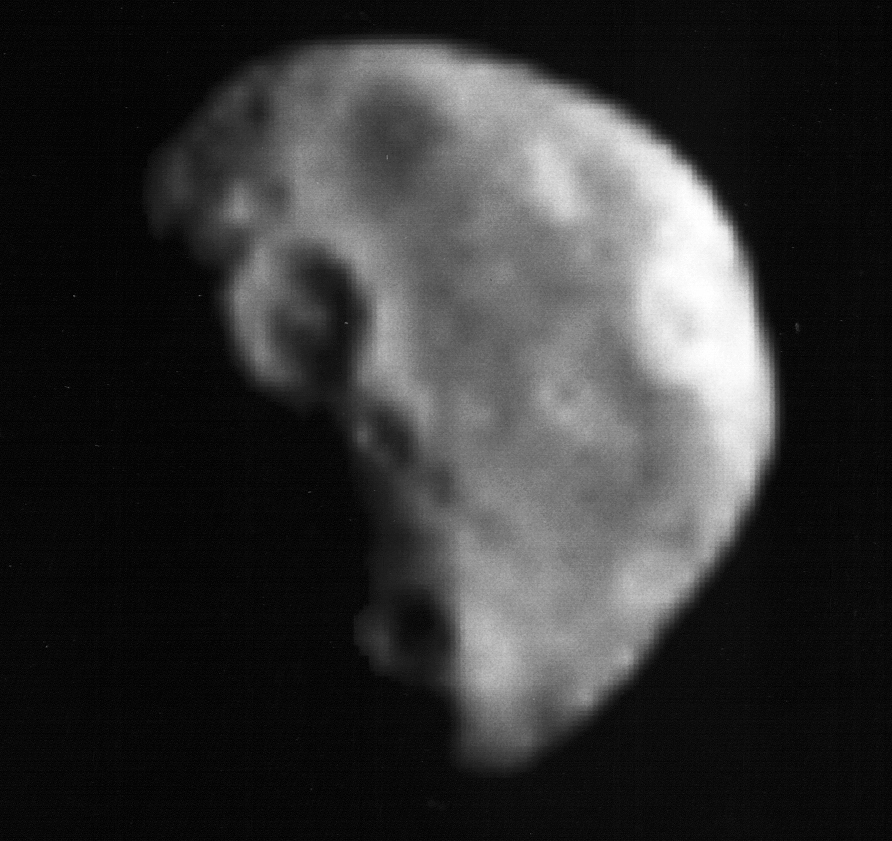
Dactyl của 243 Ida

Vệ tinh hành tinh vi hình là các thiên thể quay quanh các hành tinh vi hình như một vệ tinh tự nhiên của nó. Các nhà khoa học cho rằng nhiều Tiểu hành tinh vành đai chính và  Vành đai Kuiper có thể có các vệ tinh. Một số thậm chí có kích thước khá lớn.